# 孙权大道
孙权大道是湖北省鄂州市鄂城区区内正在建设中的一条主干道。

## 概述
孙权大道位于鄂城新区，北起沿江大道，南至规划7号路，中间与现鄂东大道相交，设计路线总长4597.621米。以鄂东大道为界，分为南北两段。北段为沿江大道至鄂东大道，总长830.342米，道路红线宽度24米。南段为鄂东大道至规划7号路，总长3767.279米，道路红线宽度40米，以分离式立交方式从武黄城际铁路下穿而过。道路等级为城市主干道，设计车速40千米/小时，路面设计为水泥砼路面。

## 历史
孙权大道于2015年3月开始动工。2017年11月18日，鄂州市举行孙权大道道路及地下综合管廊项目开工仪式。